# Куя (река, впадает в Белое море)
Куя — река в Архангельской области России.
Река протекает в западной части Беломорско-Кулойского плато, по территории Талажского сельского поселения. Берёт начало из небольшого озера Окунёво. В верхнем течении течёт с юго-востока на северо-запад, в нижнем — с северо-востока на юго-запад. Впадает в Двинскую губу Белого моря на Зимнем берегу в 1,7 мили к юго-востоку от мыса Куйский. Питание снеговое и дождевое. Длина реки составляет 108 км, площадь водосборного бассейна — 538 км². Крупных притоков нет. В устье реки находится деревня Куя. В 3 км к северо-западу от устья Куи планируется строительство морского глубоководного участка порта Архангельск.
Река протекает по территории Приморского заказника, является семужьенерестовой.

## Данные водного реестра
По данным государственного водного реестра России и геоинформационной системы водохозяйственного районирования территории РФ, подготовленной Федеральным агентством водных ресурсов:
- Бассейновый округ — Двинско-Печорский
- Водохозяйственный участок — Реки бассейна Белого моря от северо-восточной границы р. Золотица до мыса Воронов без р. Северная Двина